# Австралия на зимних Олимпийских играх 1998
Австралия принимала участие в Зимних Олимпийских играх 1998 года в Нагано (Япония) в четырнадцатый раз за свою историю, и завоевала одну бронзовую медаль. Сборная страны состояла из 23 спортсменов, которые приняли участие в соревнованиях по горнолыжному спорту, биатлону, бобслею, лыжным гонкам, фигурному катанию, фристайлу, шорт-треку и сноуборду.

## Награды

### Бронза
| Бронза |              |                                     |
| №      | Спортсмены   | Вид спорта (дисциплина)             |
| 1      | Зали Стеггол | Горнолыжный спорт (Женщины, слалом) |

## Состав и результаты олимпийской сборной Австралии

### Бобслей
Спортсменов — 4
Мужчины
| Соревнование | Спортсмены                                          | 1 заезд   | 1 заезд | 2 заезд   | 2 заезд | 3 заезд   | 3 заезд | 4 заезд        | 4 заезд        | Итоговый результат | Итоговое место |
| Соревнование | Спортсмены                                          | Результат | Место   | Результат | Место   | Результат | Место   | Результат      | Место          | Итоговый результат | Итоговое место |
| ------------ | --------------------------------------------------- | --------- | ------- | --------- | ------- | --------- | ------- | -------------- | -------------- | ------------------ | -------------- |
| Двойки       | Джасон Гиобби Адам Барклай                          | 55,89     | 25      | 55,86     | 25      | 55,92     | 25      | 55,87          | 25             | 3:43,54            | 24             |
| Четвёрки     | Джасон Гиобби Скотт Уолкер Тед Полглаз Адам Барклай | 54,72     | 23      | 54,93     | 24      | 55,23     | 23      | отменён погода | отменён погода | 2:44,88            | 23             |